# Суржиков Дмитро Анатолійович
Дмитро Анатолійович Суржиков (нар. 31 грудня 1979) — український театральний та кіноактор, сценарист, режисер, Заслужений артист України (2017).

## Біографія
Дмитро Суржиков народився 31 грудня 1979 року. У 2003 році закінчив Київський національний університет театру, кіно та телебачення ім. І. К. Карпенка-Карого.
З 2004 по 2011 — актор Київського театру драми і комедії на лівому березі Дніпра. У 2010 зняв свій перший короткометражний фільм «Мама», головну роль у якому виконала Ада Роговцева.
З 2015 до 2022 року працював в Київському академічному Молодому театрі.
З 2014-го року активно займається волонтерською діяльністю

## Особисте життя
Був одружений з Аллою Мартинюк, з якою має спільну доньку Емілією, та Поліну - від попереднього шлюбу Мартинюк.

## Нагороди
- 2008 — Приз за найкращу чоловічу роль («Право на надію») на IV Севастопольському Міжнародному кінофестивалі
- 2015 — Премія «Київська пектораль» в номінації «Краща чоловіча роль другого плану» (Мервін, «Однорукий»)
- 2017 — Заслужений артист України[2]
- Орден «За заслуги» III ст. (10 вересня 2021) — за значний особистий внесок у розвиток кіномистецтва, вагомі творчі здобутки, високу професійну майстерність та з нагоди Дня українського кіно.[7]

## Ролі у театрі
Київська академічна майстерня театрального мистецтва «Сузір'я»
- 2003 — «Украдене щастя» — Микола

Київський академічний театр драми і комедії на лівому березі Дніпра
- 2004 — «Соблазнить, но не влюбиться» за п'єсою Е. Радзінського «Окончание Дон Жуана» — Лепорелло
- 2004 — «Зрители на спектакль не допускаются!» за п'єсою М. Фрейна «Театр» — Філіпп Брент / Шейх / Фредерік Фелоуз
- 2004 — «Мелкий бес» — Скучаєв
- 2005 — «Сирано де Бержерак» — Капітан Карбон
- 2005 — «Ромео и Джульетта» — Бенволіо
- 2005 — «Рогоносец»— Бруно
- 2006 — «Опасные связи» — мосьє де Жеркур
- 2006 — «Очередь» — податковий інспектор
- 2007 — «Последний герой» — Віталій
- 2007 — «Розовый мост» за романом Р.-Д. Уоллера «Мости округу Медісон» — Деніел Джонсон
- 2008 — «Лолита» — Гумберт
- 2008 — «Сильвия» — Леслі

Київський академічний Молодий театр
- 2013 — «Загадкові варіації» за однойменною п'єсою Еріка Еммануеля Шмітта; реж. Андрій Білоус — Ерік Ларсен
- 2014 — «Підступність і кохання» Ф. Шиллера; реж. Андрій Білоус — міністер Фон Вальтер

## Фільми та серіали
| Рік  | Фільм                                                                              | Роль                                  |  |
| ---- | ---------------------------------------------------------------------------------- | ------------------------------------- |  |
| 1992 | Тарас Шевченко. Заповіт (телесеріал)                                               | Тарас Шевченко                        |  |
| 2003 | Європейський конвой (Европейский конвой) (мінісеріал)                              |                                       |  |
| 2004 | Братство                                                                           |                                       |  |
| 2006 | Стара подруга (Старая подруга) (телевізійний фільм)                                | Микола                                |  |
| 2006 | Божевільня (Дурдом) (мінісеріал)                                                   | Фелікс Рогачов                        |  |
| 2006 | Янгол-охоронець (Ангел-хранитель) (телесеріал)                                     | Аркадій Полосов                       |  |
| 2006 | Диявол з Орлі. Янгол з Орлі (Дьявол из Орли. Ангел из Орли) (телесеріал)           |                                       |  |
| 2007 | Кохаю тебе до смерті (Люблю тебя до смерти)                                        | Слідчий Олександр Михайлович Дарченко |  |
| 2007 | Міський романс (Городской романс) (телесеріал)                                     | Слідчий Лукін                         |  |
| 2007 | Лісовик (Леший)                                                                    |                                       |  |
| 2007 | Розплата за гріхи (Расплата за грехи) (телесеріал)                                 | Слідчий Лукін                         |  |
| 2007 | Серцю не накажеш (Сердцу не прикажешь) (телесеріал)                                | Макс                                  |  |
| 2007 | Скарб (Сокровище)                                                                  | Веніамін                              |  |
| 2007 | Старики-полковники                                                                 | Слідчий                               |  |
| 2007 | Точка повернення (Точка возврата) (телевізійний фільм)                             |                                       |  |
| 2008 | Ван Гог не винний (Ван Гог не виноват)                                             |                                       |  |
| 2008 | Право на Надію (Право на Надежду)                                                  |                                       |  |
| 2009 | Чужі душі (Чужие души) (телевізійний фільм)                                        | Адвокат                               |  |
| 2009 | Територія краси (Территория красоты) (телесеріал)                                  | Вадим Славін                          |  |
| 2009 | Куплю друга                                                                        | Секретар                              |  |
| 2009 | Вікна (Окна)                                                                       | Доктор Діма                           |  |
| 2009 | Осінні квіти (Осенние цветы) (телесеріал)                                          | Офіцер НКВС                           |  |
| 2009 | Останній кордон (Последний кордон) (телесеріал)                                    | Стрілець, прийомний син депутата      |  |
| 2009 | За загадкових обставин (При загадочных обстоятельствах) (телесеріал)               |                                       |  |
| 2009 | Тільки кохання (Только любовь) (телесеріал)                                        | Всеволод                              |  |
| 2009 | Третього не дано (Третьего не дано) (телесеріал)                                   | Слідчий гестапо                       |  |
| 2009 | Це Я (Это Я) (телевізійний фільм)                                                  |                                       |  |
| 2010 | Коли на південь полетять журавлі (Когда на юг улетят журавли) (телевізійний фільм) | «Кастет»                              |  |
| 2010 | Віра. Надія. Любов (Вера. Надежда. Любовь) (телесеріал)                            | Григорій Козловський                  |  |
| 2010 | 108 хвилин (108 минут) (мінісеріал)                                                |                                       |  |
| 2010 | Маршрут милосердя (Маршрут милосердия) (телесеріал)                                |                                       |  |
| 2010 | Хроніки зради (Хроники измены) (телевізійний фільм)                                | Аркадій                               |  |
| 2010 | Зозуля (Кукушка) (телевізійний фільм)                                              | Жора                                  |  |
| 2010 | Матір напрокат (Мама напрокат)                                                     | Руслан                                |  |
| 2010 | Брат за брата (телесеріал)                                                         |                                       |  |
| 2011 | «Кедр» пронизує небо («Кедр» пронзает небо) (телесеріал)                           |                                       |  |
| 2011 | Це було на Кубані (Дело было на Кубани) (телесеріал)                               | Сергій Заграй                         |  |
| 2011 | Фізика або хімія (Физика или химия) (телесеріал)                                   | Дмитро                                |  |
| 2011 | Земля забуття (Земля забвения)                                                     | Андрій                                |  |
| 2011 | Павутинка бабиного літа (Паутинка бабьего лета)                                    | Самойлов                              |  |
| 2011 | Серцебиття (Биение сердца) (мінісеріал)                                            | Ігор                                  |  |
| 2011 | Ліки для бабусі (Лекарство для бабушки) (телевізійний фільм)                       | Зять                                  |  |
| 2011 | Одинаки (Одиночки) (телевізійний фільм)                                            |                                       |  |
| 2011 | Острів непотрібних людей (Остров ненужных людей) (телесеріал)                      | Помічник депутата                     |  |
| 2011 | Дід (Дед) (телевізійний фільм)                                                     |                                       |  |
| 2011 | Доставити будь-якою ціною (Доставить любой ценой)                                  |                                       |  |
| 2012 | Чемпионы из подворотни                                                             |                                       |  |
| 2012 | Deadline (короткометражний фільм)                                                  |                                       |  |
| 2012 | Щасливий квиток (Счастливый билет) (телесеріал)                                    | Юхим                                  |  |
| 2012 | Брат за брата-2 (телесеріал)                                                       | Дмитро Чабін                          |  |
| 2012 | Оборотень в погонах                                                                |                                       |  |
| 2013 | Темні лабіринти минулого                                                           | Олег, брат Бориса                     |  |
| 2016 | Я кохаю свого чоловіка                                                             | Олег, тележурналіст                   |  |
| 2018 | Казка про гроші                                                                    | Гаврило, підсипка на млині            |  |
| 2019 | СидОренки-СидорЕнки                                                                | Олександр                             |  |
| 2020 | Мишоловка для кота                                                                 | Андрій Морозов                        |  |